# Burgstall Wachsteinfelsen
Der Burgstall Wachsteinfelsen, auch Hohenwarth genannt, ist eine abgegangene Höhenburg auf einem Felsklotz in 520 Meter Höhe, 90 Meter über dem Tal des Weißen Regens bei der Gemeinde Hohenwarth im oberpfälzischen Landkreis Cham in Bayern. „Mittelalterliche Mauerreste“ sind unter der Aktennummer D-3-72-135-19 als Baudenkmal verzeichnet. Ebenso wird der Burgstall als Bodendenkmal unter der Aktennummer D-3-6743-0079 geführt.
Ab 1178 ist die Familie der Hohenwarther auf der Burg als Ministeriale der Markgrafen von Cham nachgewiesen und bis Ende des 14. Jahrhunderts deren Stammsitz. Danach kommt die Burg in den Besitz des Klosters Rott.
Der Burgstall zeigt noch Spuren eines in den Felsen geschlagenen Grabens im Süden, eines eingehauenen Zugangs im Westen und eines Gebäudes an der Nordseite.